# Kitesurf-Trophy

Logo der Kitesurf-Trophy 2010

Die Kitesurf-Trophy ist eine deutsche Wettkampfserie in der Sportart Kitesurfen. Sie findet seit 2002 regelmäßig zwischen Mai und September statt. Von 2002 bis 2014 war die Kitesurf-Trophy die deutsche Meisterschaftsserie. Ähnlich wie bei der Formel 1 oder der Vierschanzentournee gibt es unterschiedliche Austragungsorte. Diese Trophy-Stopps liegen in der Regel an der deutschen Ostsee- und Nordseeküste. Aber auch Binnengewässer können als Austragungsort ausgewählt werden, wenn sie den Wettkampfbedingungen gerecht werden. Die Wettkämpfe werden in den Disziplinen Freestyle, Kite-Cross und Kite-Race ausgetragen. Bei der Wertung wird unterschieden in den Kategorien „Herren“, „Damen“ und „Junioren“. Pro Trophy-Stopp wird in jeder Kategorie und Disziplin ein Gewinner gekürt. Am Ende der gesamten Kitesurf-Trophy werden die Gesamtsieger ausgezeichnet, die in allen Disziplinen die besten Leistungen erbracht haben. Höhepunkt der Kitesurf-Trophy war in den Jahren 2002 bis 2014 die Deutsche Meisterschaft im Kitesurfen. 2008 fand sie in Sankt Peter-Ording statt, 2009 auf Fehmarn. Seit 2015 wählt die "Trophy" ein showlastigeres Format und bietet Dreierteams von Fahrern die Challenge, sich windabhängig in den Disziplinen Team-Slalom, Best Trick und Big Air zu messen. Seither versteht sich die Kitesurf-Trophy als one off Event und nationale Ausgabe ihrer Schwesterveranstaltung Kitesurf Cup Sylt.

## Disziplinen

### Freestyle
Beim Freestyle sind Geschicklichkeit, Körperbeherrschung sowie Material- und Wetterkenntnis unbedingt erforderlich. Eine Jury beurteilt die besten Sprünge/Moves und den Gesamteindruck auf dem Wasser. Dabei hat der Kiter nur eine bestimmte Zeit (Heat), sieben Minuten und einen bestimmten Bereich (Contest-Area) zur Verfügung. Es starten immer zwei Fahrer gegeneinander. Der Bessere kommt eine Runde weiter.

### Kite-Cross
Der Kite-Cross ist ein Hindernisrennen auf dem Wasser. Vier Fahrer starten gegeneinander und müssen einen Parcours aus länglichen Bojen absolvieren. Beim Kite-Cross müssen Geschicklichkeit und Geschwindigkeit miteinander kombiniert werden.

### Kite-Race
Beim Kite-Race ist vor allem die Geschwindigkeit entscheidend. Bei der reinen Rennserie gehen alle Fahrer gleichzeitig an den Start und absolvieren einen Dreieckskurs.

## Deutsche Meisterschaft
Der Tourstopp der Kitesurf-Trophy in St. Peter-Ording war bis 2008 gleichzeitig der Wettkampf um den Titel Deutscher Meister. Dabei muss jeder Teilnehmer Mitglied in einem vom Deutschen Segelverein (DSV) anerkannten Verein (z. B. örtlicher Segelclub) und in einer vom DSV anerkannten Klassenvereinigung (z. B. GKA oder DWSV) sein. Eine weitere Voraussetzung ist die Teilnahme an wenigstens einem vorherigen Wettkampf der Kitesurf-Trophy. Kitesurfer, die diese Voraussetzungen nicht erfüllen, dürfen zwar starten, werden aber nicht für die Deutsche Meisterschaft gewertet. Sie können lediglich Punkte für die Gesamtwertung der Kitesurf-Trophy holen.
Seit 2009 werden die Punkte aller vorherigen Wettkämpfe addiert, woraus sich ein Gesamtsieger errechnet. Das ist dann der Deutsche Meister.
Die Deutsche Meisterschaft im Kitesurfen wird seit 2015 durch die Veranstaltungsserie Kitesurf Masters vergeben.

## Geschichte

### Deutscher Meister
| Jahr | Herren                | Damen         | Junioren          |
| ---- | --------------------- | ------------- | ----------------- |
| 2014 | Linus Erdmann         | Sabrina Lutz  | Tom Schiffmann    |
| 2013 | Mario Rodwald         | Sabrina Lutz  | Linus Erdmann     |
| 2012 | Mario Rodwald         | Susanne Brill | Linus Erdmann     |
| 2011 | Mario Rodwald         | Sabrina Lutz  | Nils Wesch        |
| 2010 | Mario Rodwald         | Heike Wycisk  | Nils Wesch        |
| 2009 | Mario Rodwald         | Sünne Elbel   | Nils Wesch        |
| 2008 | Mario Rodwald         | Sabrina Lutz  | Tim Kummerfeld    |
| 2007 | Mario Rodwald         | Sabrina Lutz  | Marvin Hoffmann   |
| 2006 | Sebastian Bubmann     | Sabrina Lutz  | Rick Jensen       |
| 2005 | Silvester Ruckdäschel | Anne Pieper   | Mario Rodwald     |
| 2004 | Jost Backhaus         | Kristin Boese | Rick Jensen       |
| 2003 | Bastian Langer        | Kristin Boese | Kim Albrecht      |
| 2002 | Bastian Langer        | Kristin Boese | Sebastian Bubmann |

## Quelle
- www.kitesurf-trophy.de
- Fehmarn Kitesurf-Trophy
- www.kitesurf-masters.de